# Mołodećke (obwód doniecki)
Mołodećke (ukr. Молодецьке) – osiedle na Ukrainie, w obwodzie donieckim, w faktycznie niefunkcjonującym rejonie gorłowskim, od 2014 pod kontrolą marionetkowej, zależnej od Rosji Donieckiej Republiki Ludowej. W 2001 liczyło 1004 mieszkańców.